# Modernisme a Alcoi

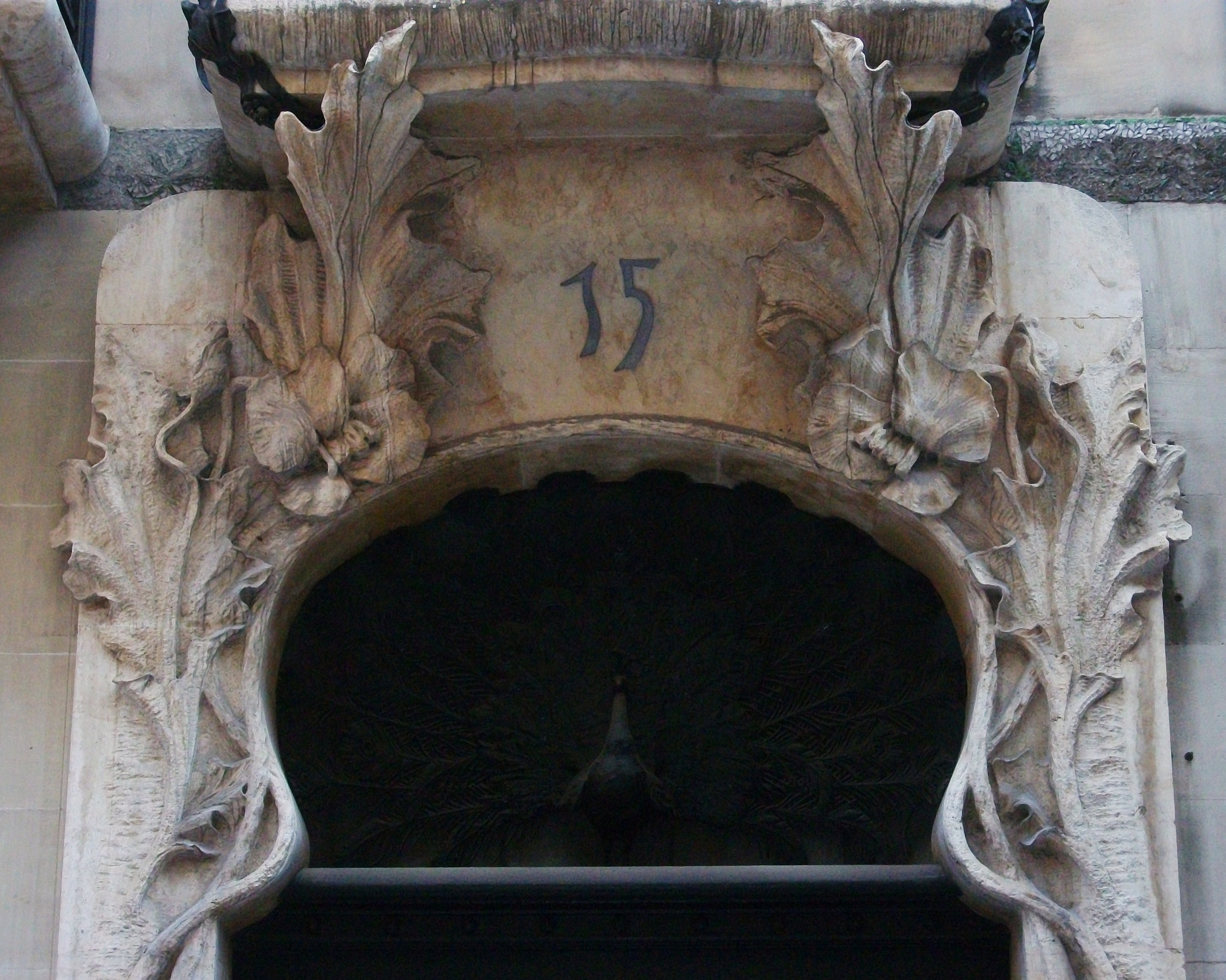
Casa del Pavo, Alcoi.

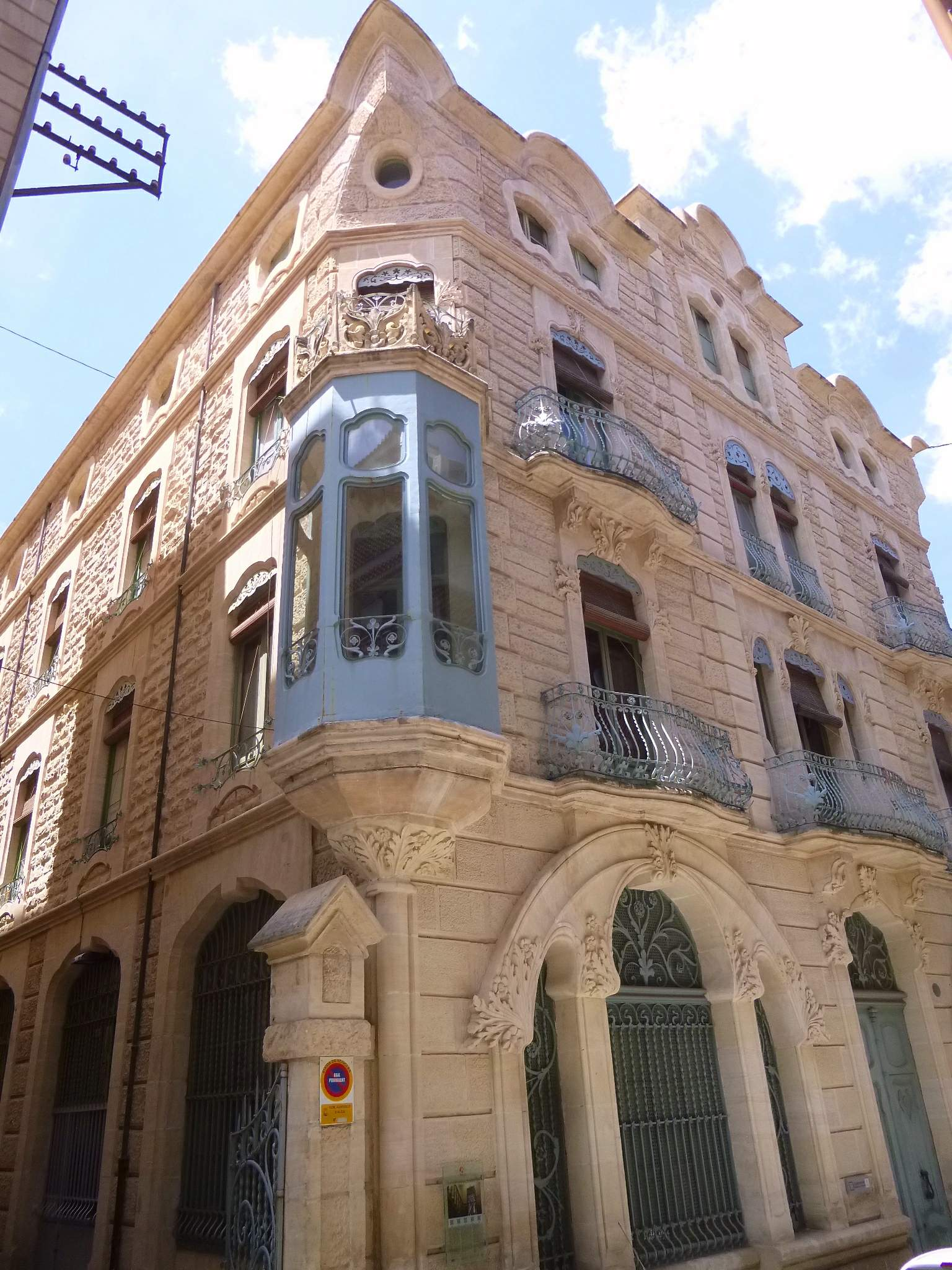
Casa d'Escaló, obra de Vicent Pascual Pastor.

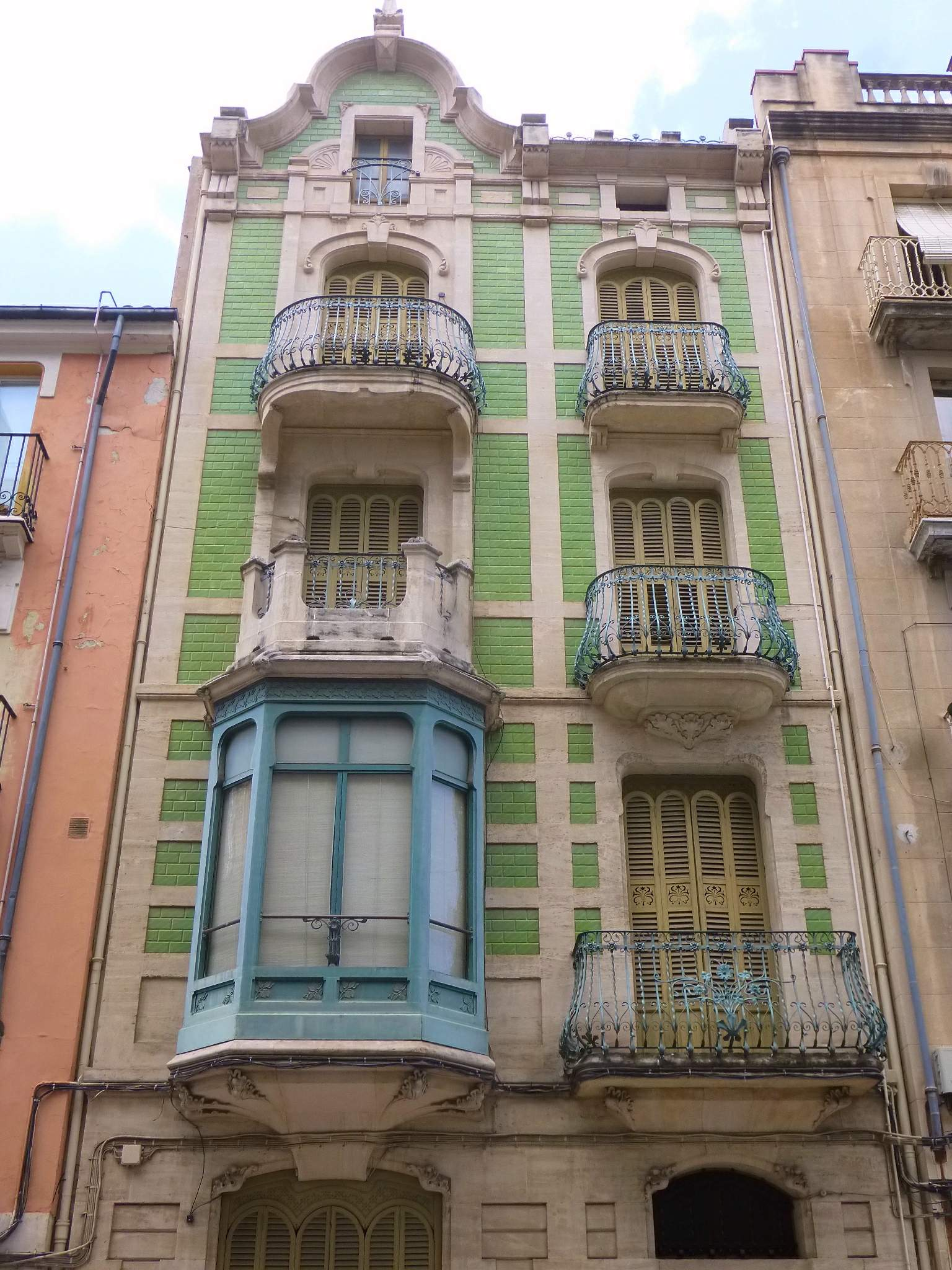
Casa Laporta, Alcoi.

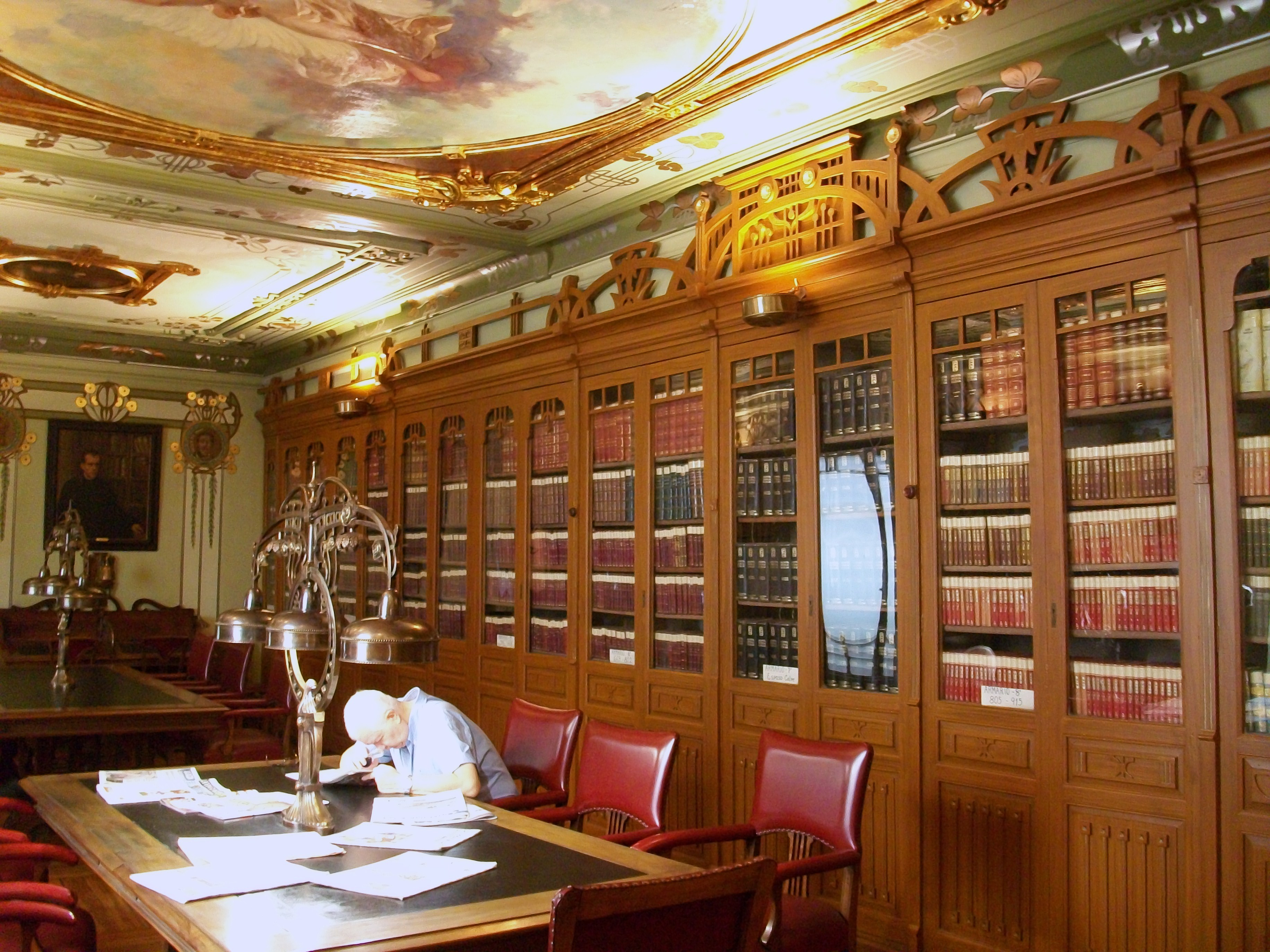
Biblioteca del Cercle Industrial d'Alcoi.

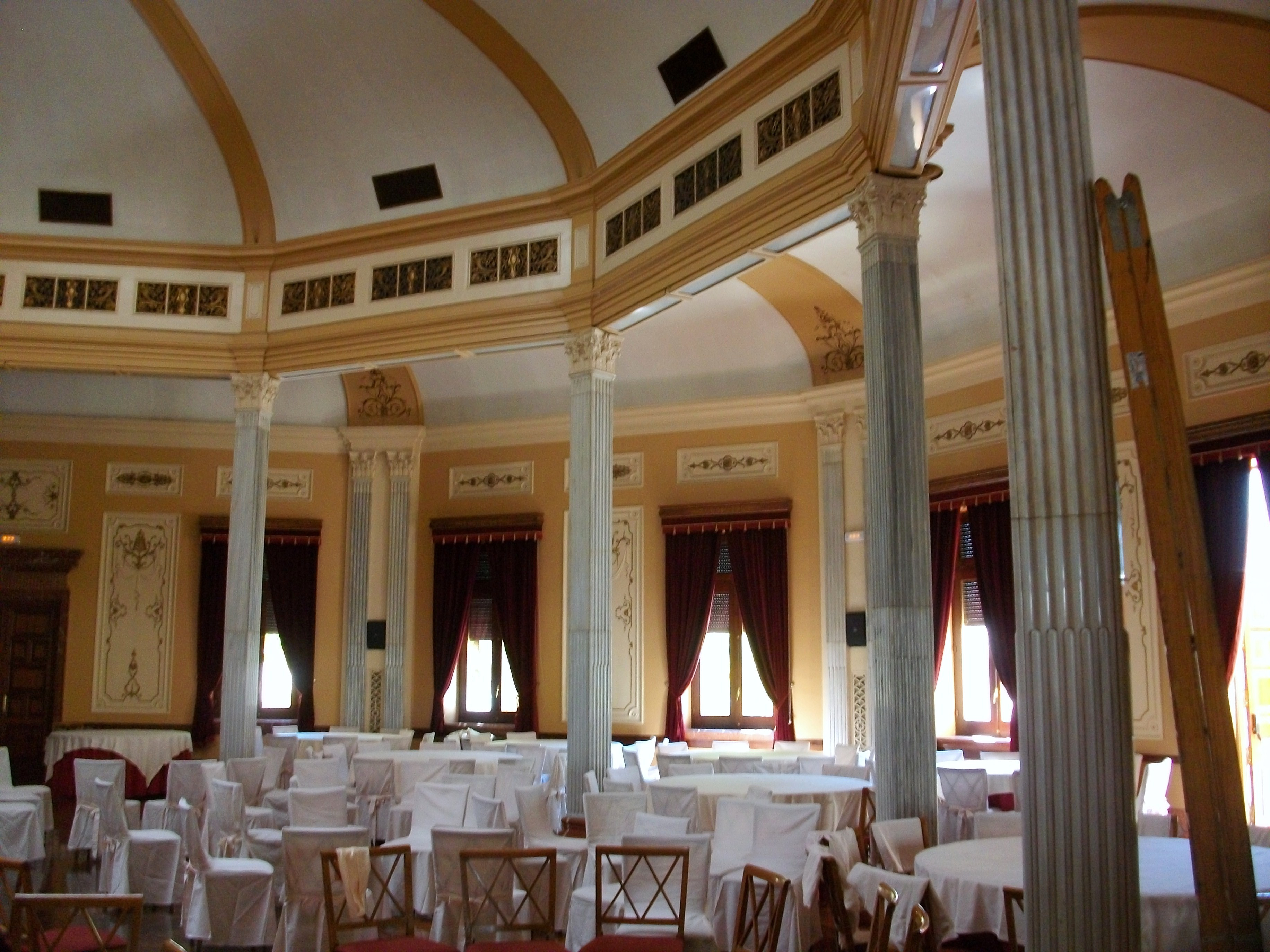
Saló rotonda del Cercle Industrial d'Alcoi.

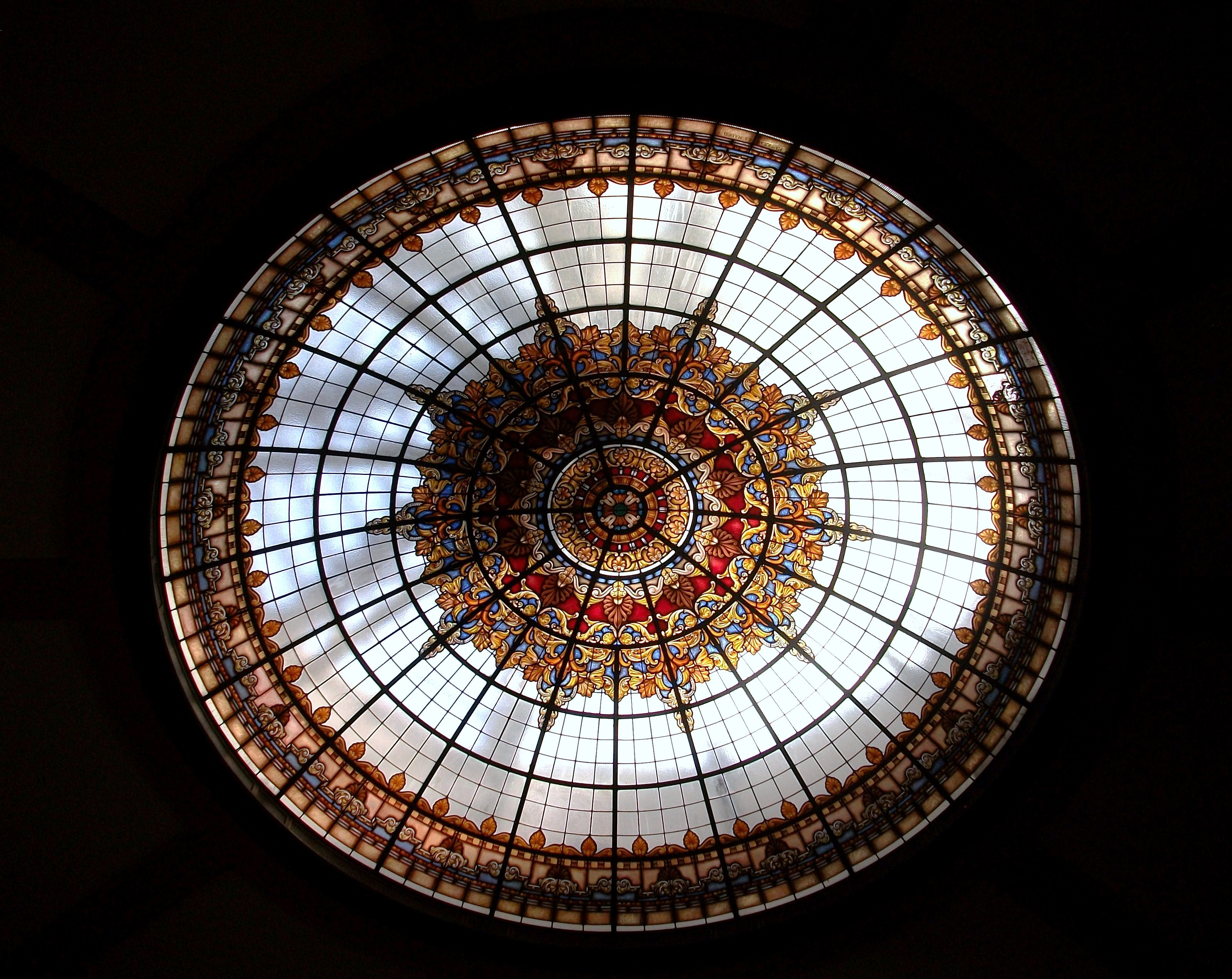
Vidriera del saló rotonda, Cercle Industrial d'Alcoi

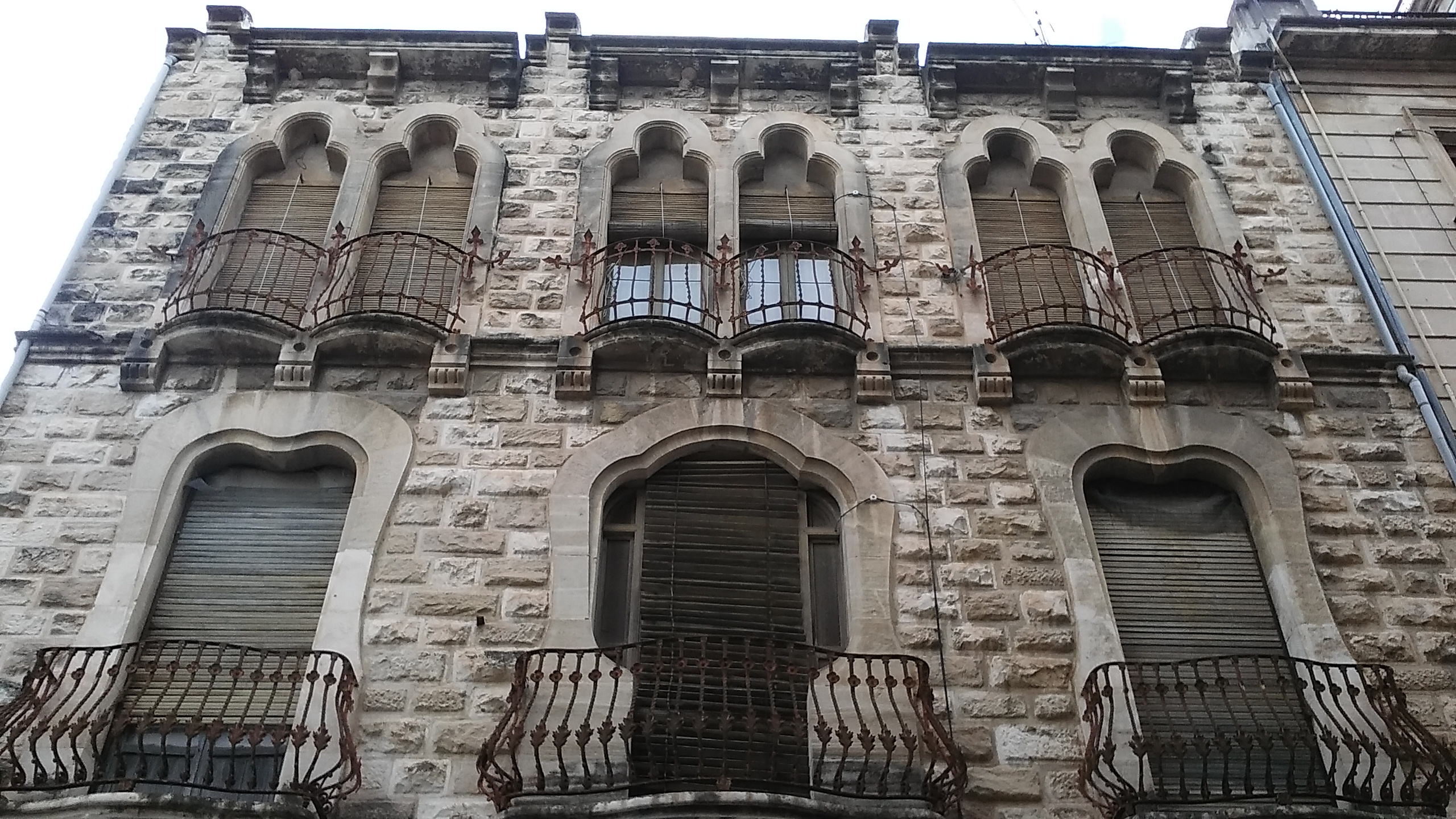
Façana de Casa Vilaplana.

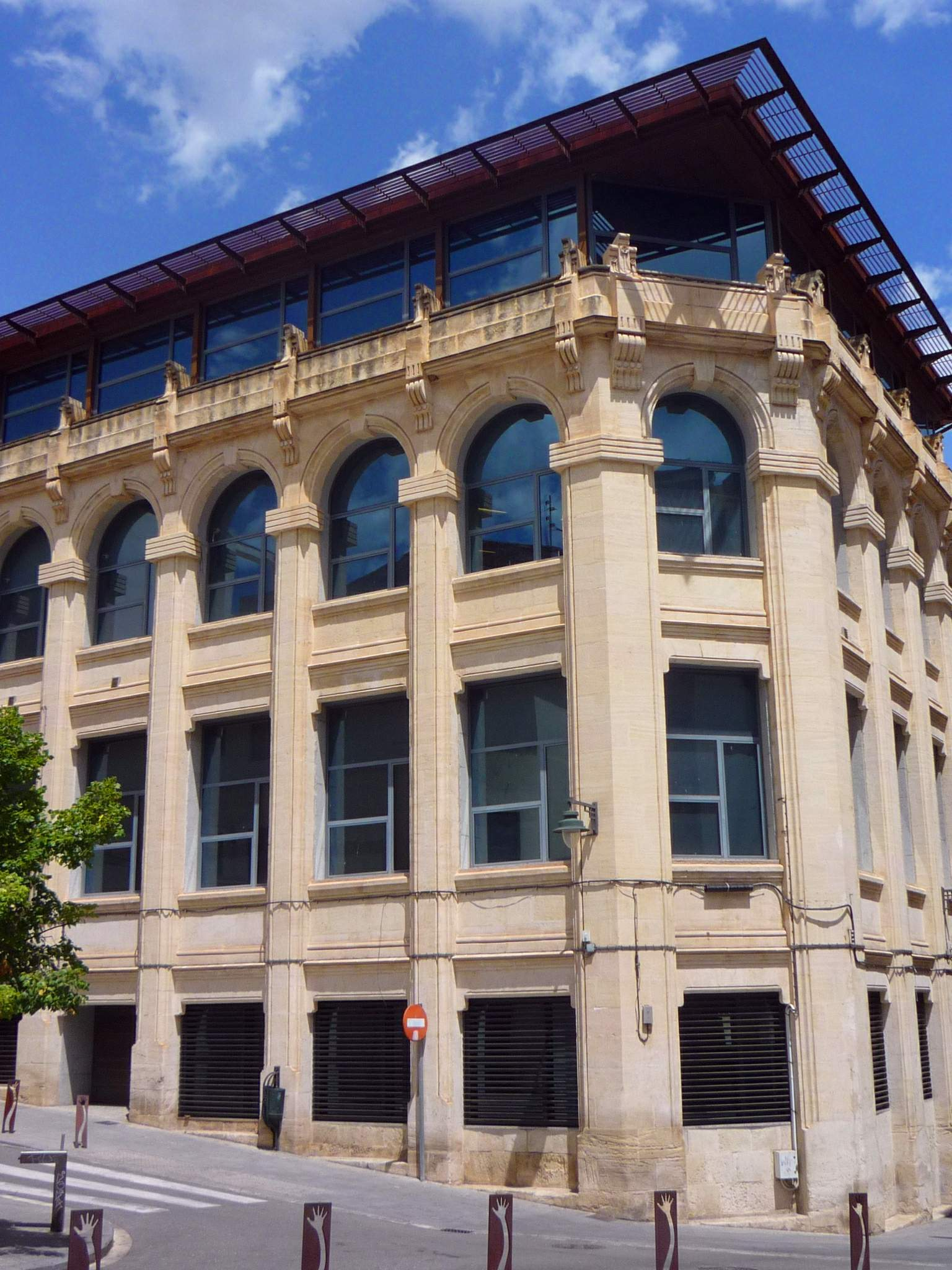
Fàbriques de Ferrándiz i Carbonell.

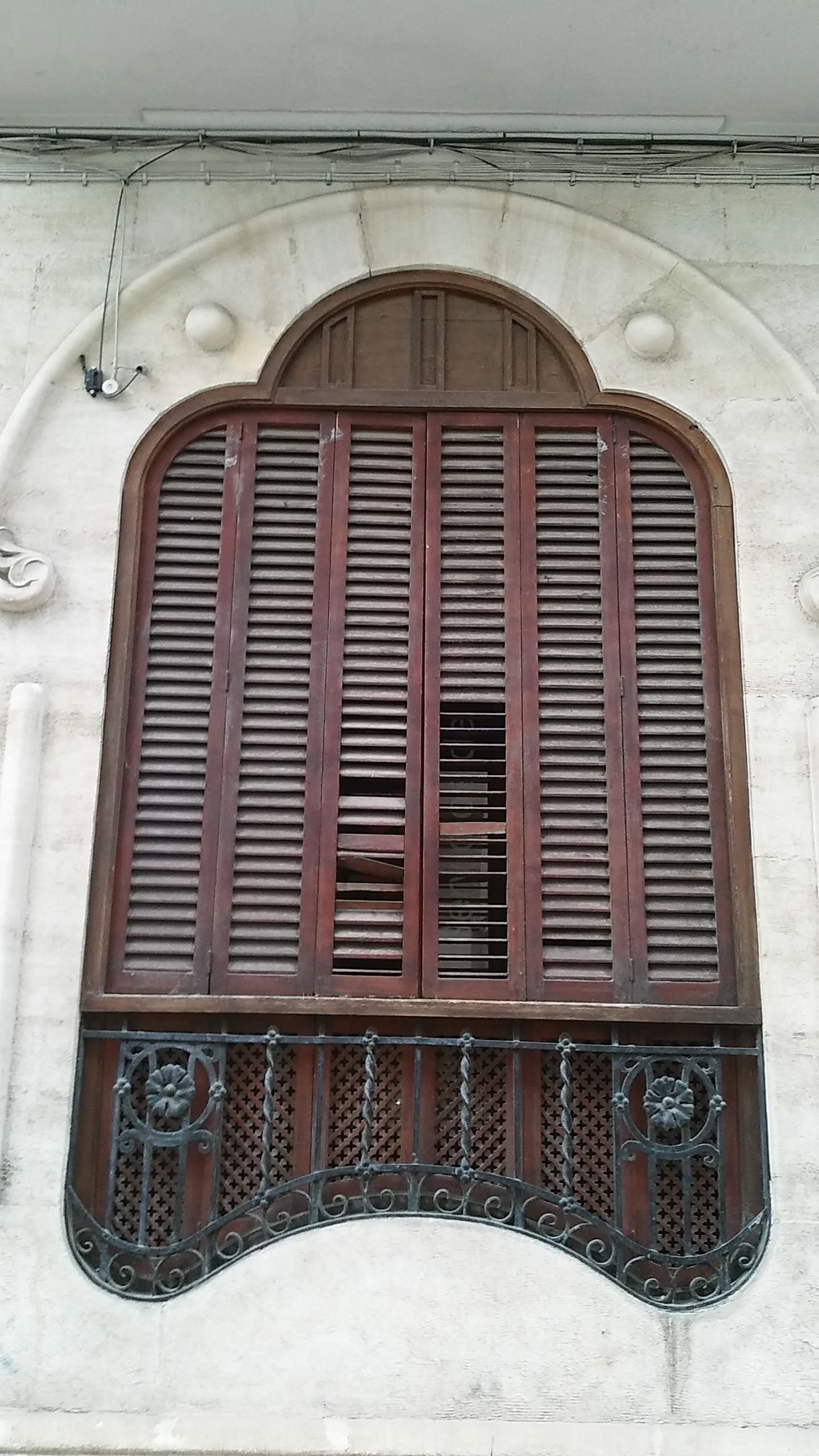
Detall de finestra a casa a l'avinguda País Valencià 30.

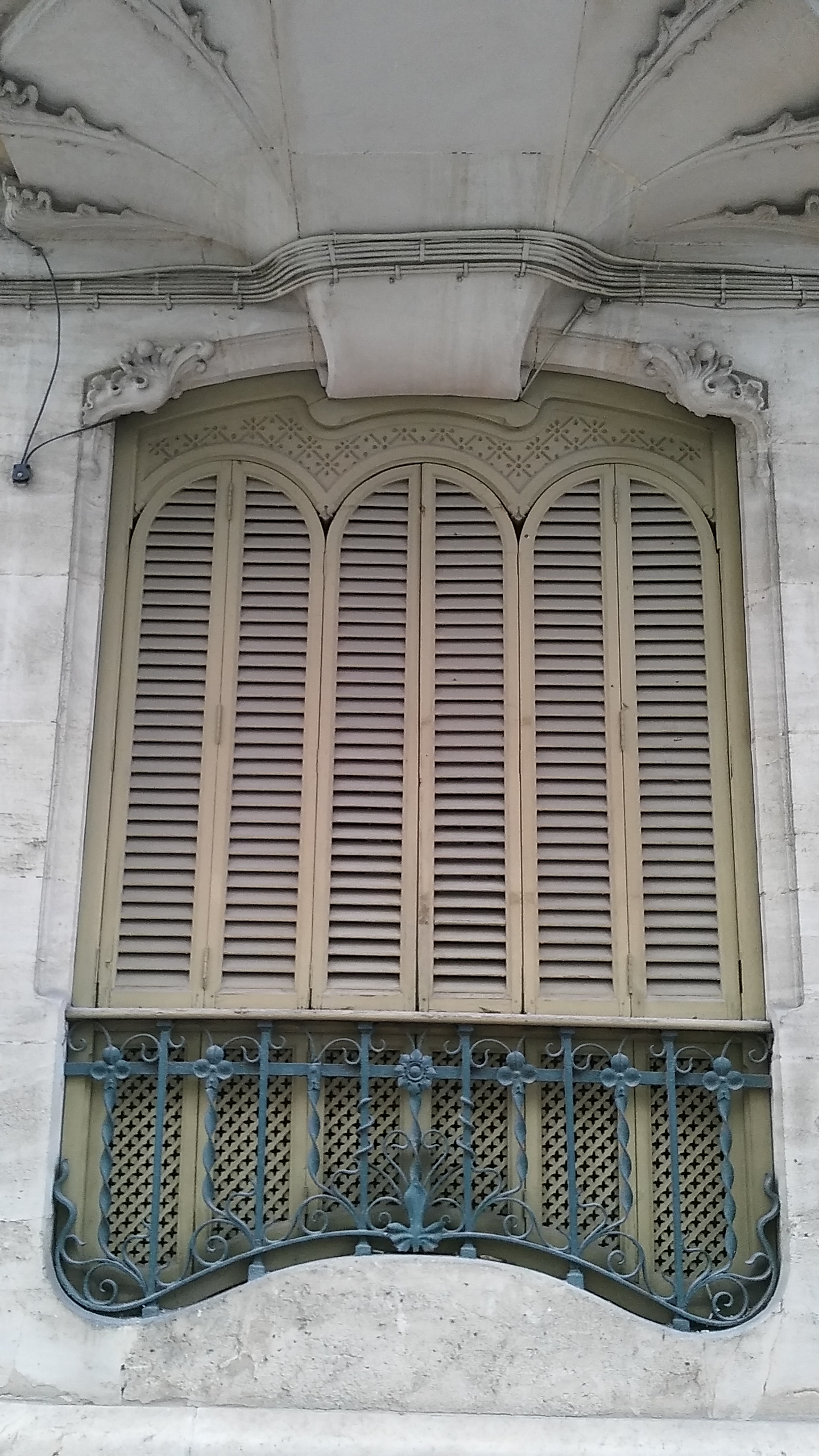
Detall de finestra a la Casa Laporta.

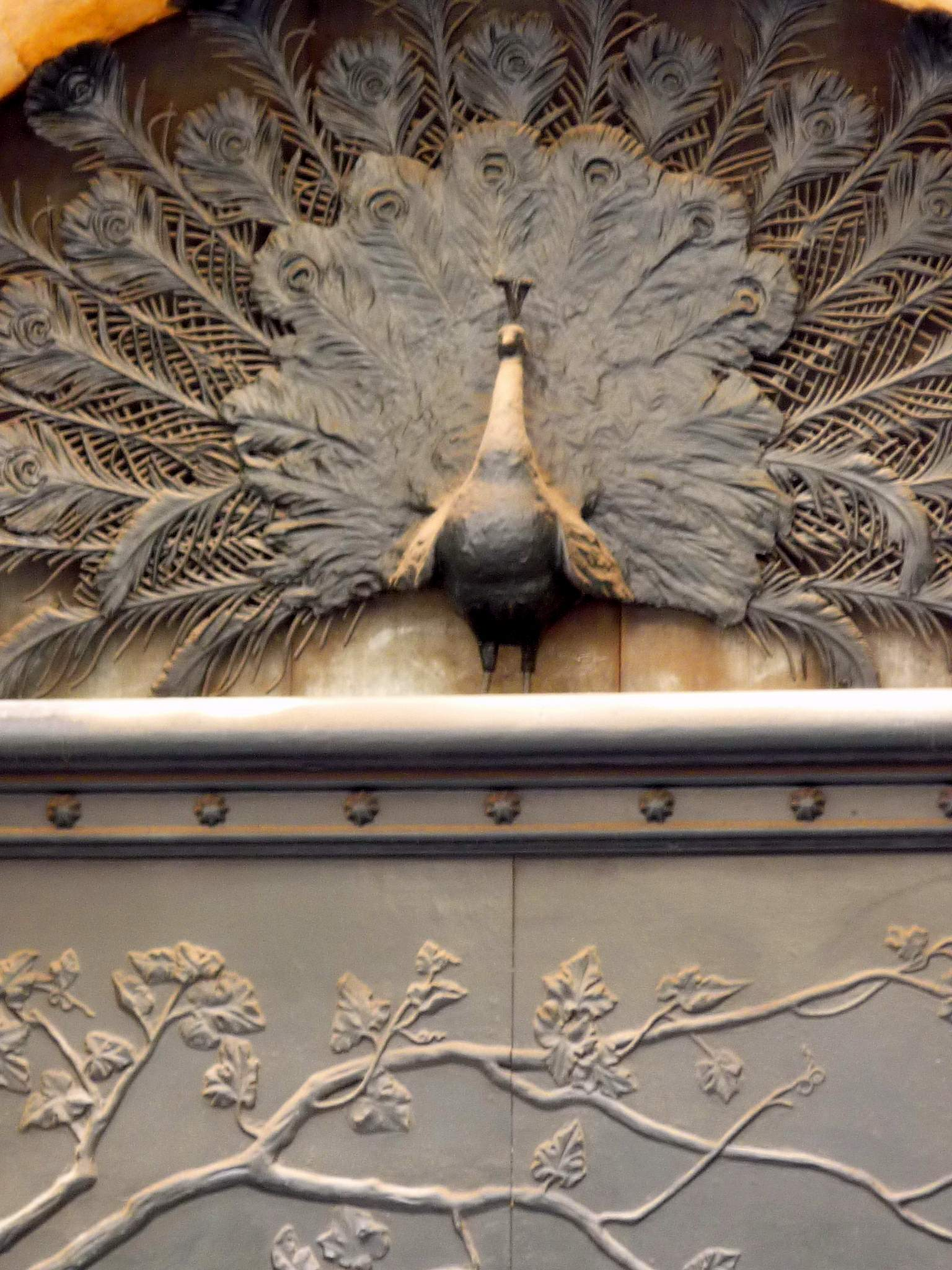
Escultura en ferro a la Casa del Pavo, Alcoi

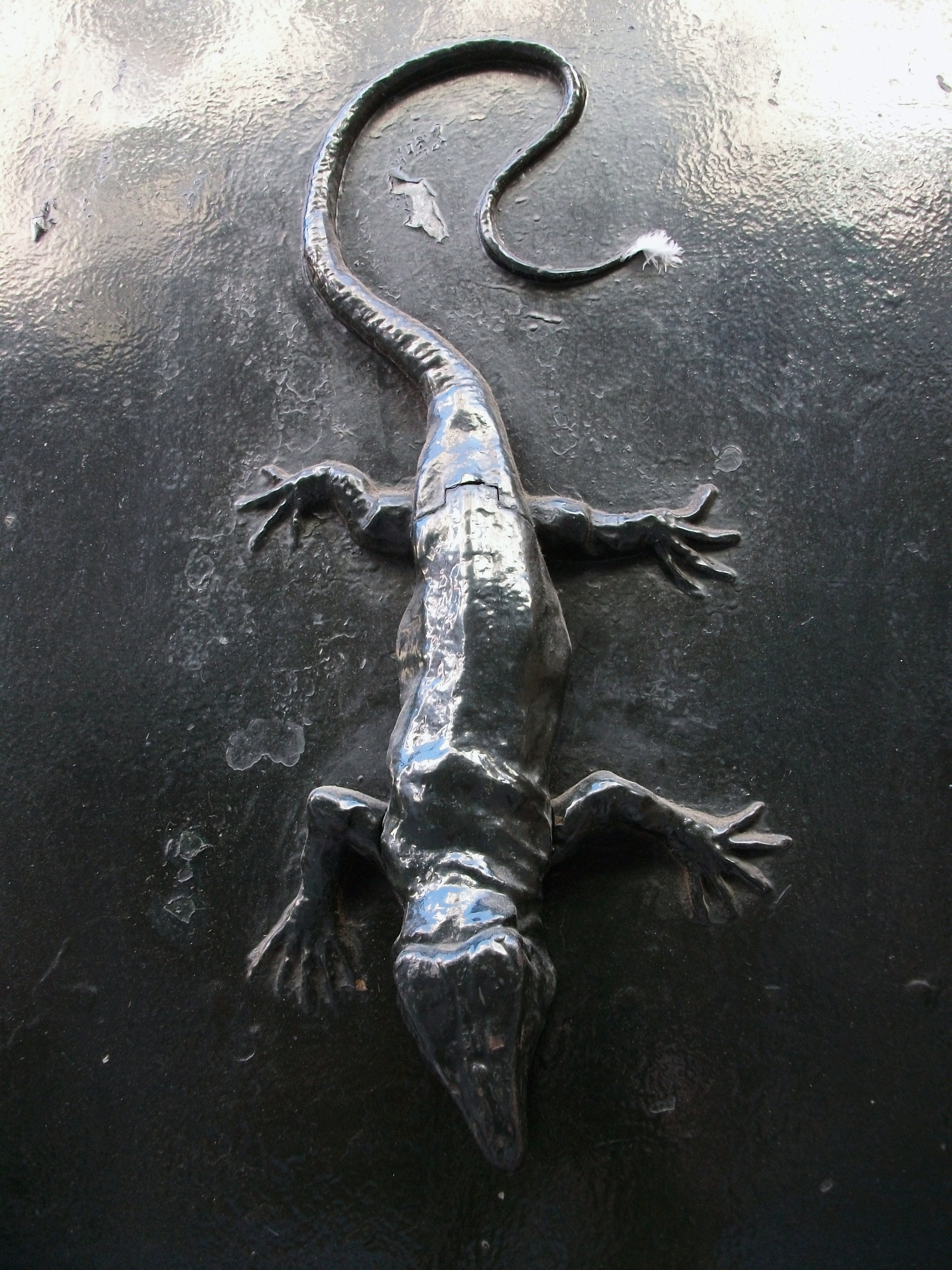
Escultura de llangardaix en ferro a la Casa del Pavo.

El Modernisme a Alcoi és el desenvolupament d'un corrent general que sorgeix en tot Europa (denominada a cada país com a modernisme, art nouveau, Jugendstil, sezession, etc.) i que a Alcoi (l'Alcoià), País Valencià adquireix una personalitat pròpia i diferenciada dins del modernisme valencià.
Té lloc dins del context d'un gran desenvolupament industrial, econòmic i urbà. És un estil principalment arquitectònic, encara que també es desenvolupa en altres arts plàstiques (pintura i escultura) i en el disseny i les arts decoratives a la ciutat Alcoi.
L'any 2010, Alcoi va ser inclosa dins de la Ruta Europea del Modernisme, associació europea formada per institucions i governs locals, la fi dels quals és la protecció i promoció internacional del patrimoni modernista.
El 22 de setembre de 2017, durant la 1a edició de la Fira del Modernisme d'Alcoi, es va col·locar una placa commemorativa d'aquesta nominació al costat de l'entrada de l'ajuntament, en el pis de la plaça d'Espanya.

## Arquitectura
De la mà d'arquitectes locals com Vicent Pascual Pastor i Timoteo Briet Montaud, formats a Barcelona i coetanis al modernisme valencià i al modernisme català, però que van exercir pràcticament tota la seua carrera a Alcoi, el modernisme cobrarà una especial rellevància arquitectònica a la ciutat.
Les primeres mostres del modernisme a Alcoi podem trobar-les en la reforma de la Glorieta d'Alcoi realitzada en 1899 per Vicent Pascual Pastor, el perímetre de la qual està delimitat per reixats de ferro forjat d'estil clarament modernista. El primer edifici que conté característiques d'estil modernista serà l'edifici al carrer Sant Nicolau 32 que data de 1901, obra de Timoteo Briet Montaud. Oficialment és la Casa Laporta de l'any 1904, també construïda per Briet, la que és considerada com la primera edificació d'estil modernista a Alcoi i que posseirà una tipologia plenament modernista.
A partir d'aquest moment, les noves tendències modernistes arribessin a Alcoi amb promptitud, malgrat trobar-se allunyat dels principals focus modernistes europeus, gràcies a l'obertura dels seus principals arquitectes i artistes a les noves tendències artístiques imperants.

### Arquitectes modernistes
Els arquitectes més importants de l'estil modernista alcoià són:
- Vicent Pascual Pastor: L'estil modernista de l'arquitecte alcoià Vicent Pascual tindrà una expressió més exuberant i una influència més directa del art nouveau francès i belga.
- Timoteo Briet Montaud: L'estil de Timoteo Briet serà més contingut, sobri i formal, de caràcter més geomètric, a causa de la gran influència en totes les seues obres modernistes del moviment modernista austríac Sezession.

Encara que no van ser els únics arquitectes modernistes que van plasmar la seua empremta a Alcoi, si són, sens dubte, els principals. Com que són únicament dos arquitectes els que realitzarien la gran majoria d'obres del modernisme alcoià, bé podria semblar que la relació d'obres es redueix a unes poques. No obstant això, s'estima que entre els dos arquitectes van desenvolupar unes seixanta construccions modernistes de tot tipus a Alcoi, la qual cosa ens proporciona una idea bastant precisa de l'especial puixança de la burgesia industrial alcoiana.
Tots dos tenen en comú la seua formació a Barcelona i el fet de ser coetanis als arquitectes del modernisme valencià i el modernisme català, però també els dos exerciran pràcticament tota la seua carrera a Alcoi, on el modernisme arquitectònic cobrarà especial rellevància gràcies al seu art i les seues obres.
Altres alcoians que van edificar obra d'estil modernista van ser:
- Enrique Vilaplana Juliá: Enginyer alcoià que va edificar el Viaducte de Canalejas, pont d'estil modernista inaugurat el 1907.
- Jorge Vilaplana Carbonell: Mestre d'obres d'estil eclèctic que va plasmar la seua empremta modernista en la casa País Valencià 30, al costat de la Casa Laporta, de Timoteo Briet Montaud.
- José Cort Merita: Enginyer que va construir la fàbrica en carrer Agres 8 juntament amb l'arquitecte Vicente Pascual Pastor.
- José Abad Carbonell: Enginyer municipal, autor de l'edifici modernista de la font del Molinar d'Alcoi en 1912.
- Joaquín Aracil Aznar: arquitecte alcoià, autor del quiosc d'estil modernista de la plaça de la Constitució (actual plaça d'Espanya) en 1917, obra ja desapareguda.

### Arquitectura modernista
Entre les obres del modernisme alcoià es troben:
- Casa del Pavo: És un edifici privat d'estil modernista. Es considera un símbol de la benestar econòmic que Alcoi va tindre a principis del segle xx. Aquest edifici va ser construït entre 1908-1909 per l'arquitecte Vicent Pascual Pastor i es va convertir en estudi de pintura de Ferran Cabrera Cantó. Es denomina la Casa del Pavo pel titot que remata la llinda de la seua porta. Destaca també pel treball en forja dels seus miradors i balconades, així com pels poms de fosa i la rematada en mosaic.
- Cercle Industrial d'Alcoi: Entitat creada per la burgesia industrial alcoiana en 1868. Edifici modernista de 1911. En el seu bell interior es conserva un saló biblioteca i un ampli saló rotonda.
- Casa Laporta: Datat com l'edifici introductor de l'estil modernista a Alcoi.
- Cotxeres de la plaça Emili Sala 12. Obra modernista de l'arquitecte contestà Timoteo Briet Montaud en 1905.
- Casa País Valencià 30: Edifici modernista del mestre d'obres alcoià Jorge Vilaplana Carbonell.
- Casa Capellà Belloch 9: Edifici modernista del arquitecte contestà Timoteo Briet Montaud.
- Casa d'Escaló: Una altra mostra modernista coneguda que va ser en el seu moment habitatge i actualment alberga el Conservatori de Música i Dansa Joan Cantó.
- Casa Vilaplana: Edifici modernista de l'arquitecte alcoià Vicent Pascual Pastor.
- Casa Mataix: Edifici modernista de l'arquitecte alcoià Vicent Pascual Pastor.
- Mont de Pietat i Caixa d'Estalvis d'Alcoi: Edifici modernista de 1909. Seu de l'antiga entitat, actualment alberga l'IVAM Centre d'Art d'Alcoi.
- Casa Briet. Casa pròpia de l'arquitecte contestà Timoteo Briet Montaud.
- Casa Sant Josep 26: Edifici modernista de l'arquitecte contestà Timoteo Briet Montaud.
- Casa Sant Llorenç 3: Edifici modernista de l'arquitecte contestà Timoteo Briet Montaud.
- Casa Sant Llorenç 5. Edifici modernista de l'arquitecte alcoià Vicent Pascual Pastor.
- Casa Sant Llorenç 27: Edifici modernista de l'arquitecte alcoià Vicent Pascual Pastor en 1913.
- Edificis al carrer Pintor Casanova 16, 18 i 20: Conjunt de tres edificis d'habitatges d'estil modernista, obra de l'arquitecte Timoteo Briet Montaud.
- Casa Sant Nicolau 4. Edifici modernista de l'arquitecte alcoià Vicent Pascual Pastor.
- Casa Sant Nicolau 29: Edifici modernista de l'arquitecte alcoià Vicent Pascual Pastor.
- Casa Sant Nicolau 32: Edifici modernista de l'arquitecte contestà Timoteo Briet Montaud.
- Casa Sant Nicolau 35: Edifici modernista de l'arquitecte contestà Timoteo Briet Montaud.
- Casa El Camí 1: Edifici modernista de l'arquitecte contestà Timoteo Briet Montaud.
- La Glorieta: Parc públic inaugurat en 1836 amb reforma modernista de 1899 de l'arquitecte alcoià Vicent Pascual Pastor.
- Edificis al carrer Bartolomé José Gallardo 1, 3 i 5: Conjunt de tres edificis d'habitatges d'estil modernista, obra de l'arquitecte Timoteo Briet Montaud.
- Quiosc modernista d'Alcoi: Edificació modernista ja desapareguda, obra de l'arquitecte alcoià Joaquín Aracil Aznar.
- Cementeri de Sant Antoni Abat: Destaquen els seus panteons d'estil modernista i neogòtic, realitzats per arquitectes i escultors modernistes alcoians.

### Arquitectura industrial modernista
Entre les obres industrials del modernisme alcoià es troben:
- Fàbriques de Ferrándiz i Carbonell: Antigues fàbriques tèxtils d'estil modernista, obra de l'arquitecte alcoià Vicent Pascual Pastor que actualment alberguen el Campus d'Alcoi de la Universitat Politècnica de València.
- Viaducte de Canalejas: Pont d'estil modernista inaugurat el 1907. És obra dels enginyers Próspero Lafarga i de l'alcoià Enrique Vilaplana Juliá.
- Subestació d'Hidroelèctrica d'Alcoi: Edifici modernista de l'any 1910 que albergava una subestació de la companyia elèctrica Hidrola aprofitant el curs del riu Serpis.
- Fàbriques Sant Joan 43 i 45: Edificis industrials d'estil modernista obra de l'arquitecte Timoteo Briet Montaud en 1915.
- Parc de bombers: Edifici públic de 1915 d'estil art nouveau, obra de l'arquitecte alcoià Vicent Pascual Pastor.
- Taller de carruatges al carrer Agres 5: Edifici industrial d'estil modernista obra de l'arquitecte Timoteo Briet Montaud en 1909.
- Fàbrica al carrer Agres 8: Edifici industrial d'estil modernista obra de l'arquitecte Vicent Pascual Pastor i de l'enginyer José Cort Merita entre 1904 i 1913.
- Fàbrica al carrer Alcoleja 4: Edifici industrial d'estil modernista obra de l'arquitecte Vicent Pascual Pastor en 1920.
- Fàbrica d'"El Rosendo": Edifici industrial d'estil modernista obra de l'arquitecte Timoteo Briet Montaud en 1914.
- Fàbrica al carrer Sant Vicent Ferrer 12: Edifici industrial d'estil modernista obra de l'arquitecte Timoteo Briet Montaud en 1915.
- Escorxador municipal d'Alcoi: Edifici modernista de l'any 1911 obra de l'arquitecte Timoteo Briet Montaud. Actualment és un centre esportiu municipal.
- Font del Molinar d'Alcoi: Obra de l'enginyer José Abad Carbonell en 1912. La cúpula modernista està decorada amb trencadís.

## Pintura i disseny modernista
Els pintors alcoians Ferran Cabrera i Cantó i Francesc Laporta i Valor seran els artistes que introduirien a Alcoi el moviment modernista i els seus més destacats membres en aquest camp. Van col·laborar al costat dels arquitectes modernistes Vicent Pascual Pastor i Timoteo Briet Montaud en el disseny de diverses façanes i interiors d'edificis a Alcoi, fet que enriquiria notablement el treball i acabat final de diversos edificis projectats pels arquitectes alcoians.
D'altra banda, a principis del segle XX Alcoi comptava amb un nodrit grup de pintors, dibuixants i il·lustradors que treballaven per a la puixant indústria alcoiana. Aquests adoparien el nou estil art nouveau per a la publicitat de les empreses alcoianes que demandaven un disseny al nou estil artístic imperant.
És el cas dels pintors i il·lustradors alcoians Francesc Laporta i Valor, Emili Sala i Francés, Adolfo Morrió, Edmundo Jordá o José Mataix Monllor, que van realitzar una prolífica difusió del modernisme en el camp del disseny, el gravat o la il·lustració. Especialment coneguda i de marcat caràcter modernista serà la publicitat realitzada per a les marques de paper de fumar i les empreses papereres alcoianes (Bambú, Pay-Pay, Papeleras Reunidas, etc). En aquest sentit, un exemple ben conegut és el del pintor i il·lustrador Edmundo Jordá que va dissenyar la icona publicitària del negrito de la marca de paper de fumar Pay-Pay, de la casa "Bambú".

## Escultura modernista
El modernisme alcoià també va comptar amb artistes i escultors, la majoria d'ells anònims, que van desenvolupar el seu art en diferents edificis modernistes d'Alcoi, treballant a les ordres dels arquitectes locals Vicent Pascual Pastor i Timoteo Briet Montaud. El més destacat d'ells serà l'escultor alcoià Lorenzo Ridaura Gosálbez
D'altra banda, es poden contemplar escultures d'estil art nouveau al cementeri de Sant Antoni Abat d'Alcoi, en el qual destaquen els seus panteons familiars d'estil modernista i neogòtic, realitzats per arquitectes i escultors modernistes alcoians. El cementeri alcoià va ser inclòs l'any 2012 en la Ruta Europea de Cementeris Significatius.
Les obres modernistes més destacades del cementeri d'Alcoi són les següents:
- Panteó familiar d'Agustín Gisbert: Obra de Vicent Pascual Pastor, José Cort Merita com a enginyer, Ferran Cabrera i Cantó com a pintor i Lorenzo Ridaura Gosálbez com a escultor. (1903).
- Panteó Vilaplana Gisbert: Obra de Timoteo Briet Montaud. (1910).
- Panteó de la familía Pérez Lloret: Obra de Jaime Pérez Lloret. (1910).
- Panteó Salvador García Botí (Escaló): Obra de Vicent Pascual Pastor i escultura d'Eugenio Carbonell. (1911).
- Panteó Enrique Carbonell: Obra de Vicent Pascual Pastor, disseny, relleus i escultura de Lorenzo Ridaura Gosálbez i relleus de la cripta de Tomás Ferrándiz. (1925).
- Panteó Enrique Hernández: Projecte i escultura de Lorenzo Ridaura Gosálbez. (1931).

## Setmana del Modernisme d'Alcoi
L'any 2017 es va celebrar la I Setmana del Modernisme d'Alcoi organitzada per l'Ajuntament d'Alcoi, a la qual es van sumar diferents associacions de la localitat. La cita, celebrada del 18 al 24 de setembre, inclou exposicions, conferències, rutes, fira modernista, tallers i activitats relacionades amb el modernisme d'Alcoi.
La primera edició va estar dedicada a la figura de l'arquitecte alcoià Vicent Pascual Pastor. El 22 de setembre de 2017 es va col·locar una placa commemorativa de la inclusió d'Alcoi, l'any 2010, dins de la Ruta Europea del Modernisme, associació europea formada per institucions i governs locals la fi dels quals és la protecció i promoció internacional del patrimoni modernista, junt a l'entrada de l'ajuntament, en el pis de la Plaça d'Espanya.
El 24 de setembre de 2017 es va col·locar un monòlit en memòria de l'arquitecte Vicent Pascual al parc de la Glorieta d'Alcoi com a acte de clausura de la I edició de la Setmana del Modernisme d'Alcoi amb l'assistència de les autoritats locals i dels seus familiars. En l'acte, va participar amb un discurs d'agraïment, Enrique Villar Pascual, net de l'arquitecte alcoià.
La II edició de l'any 2018, del 17 al 23 de setembre, va estar dedicada a l'escultor modernista alcoià Lorenzo Ridaura Gosálbez.